# الحب لا يفهم من الكلام (مسلسل)
الحب لا يفهم من الكلام (بالتركية: Aşk Laftan Anlamaz)‏ هو مسلسل تركي رومانسي كوميدي اُنتج عام 2016، من بطولة الممثلة التركية الشابة هاندا ارتشيل والممثل بوراك دينيز، أوزجان تيك ديمير وديميت جول، عرض على قناة شو تي في التركية في 15 يونيو 2016، ومن تأليف زينب عاشق.

## القصة
تدور أحداث المسلسل عن حياة (هاندا ارتشيل) التي ولدت في غيرسون وتعيش برفقة صديقتيها في إسطنبول. بدأت حياة بالعمل كمساعدة لمراد سارسيلماز (بوراك دينيز) -وريث عائلة إمبراطور المنسوجات- في الشركة. يتم سرد القصة اللطيفة للقاء مراد مع حياة الذي يبدأ بالمعركة ويستمر بالحب.

## المواسم

### نسخة تركية
تتكون من 31 حلقة بموسم واحد، وهي كالتالي:
| الموسم   | بداية الموسم  | نهاية الموسم   | عدد الحلقات | بداية ونهاية الموسم | الموسم التلفزيوني | القناة   |
| -------- | ------------- | -------------- | ----------- | ------------------- | ----------------- | -------- |
| الموسم 1 | 15 يونيو 2016 | 19 فبراير 2017 | 31          | 36-1                | 2017-2016         | شو تي في |

### نسخة مدبلجة
تمت دبلجة المسلسل إلى اللهجة السورية، حيث تشمل النسخة المدبلجة 115 حلقة. تتوفر الحلقات على القناة الرسمية للمسلسل على موقع يوتيوب (رابط الحلقات).

## الممثلون والشخصيات
- هاندا ارتشيل بدور حياة اوزون.
- بوراك دينيز بدور مراد سارسلماز.
- أوغوزهان كاربي بدور دوروك سارسلماز (أنور).
- اوزجان تيك ديمير بدور اصلي (اسيل).
- مرورة جاغران بدور ايبيك (بيسان).
- سليمان فيليك بدور كرم.
- ديميت غول بدور توفال (نوران).
- ماتين أكبنار بدور الجد حشمت (حكمت).
- سلطان كوروغلو كليتيش بدور أمينة والدة حياة.
- غوزده كوجا اوغلو بدور مساعدة مراد شاغلا (تالا).
- نازان ديبير بدور جدة مراد عظيمة (كريمة).
- بولانت امراه بارلاك بدور أخ حياة جميل والذي يدخل المسلسل لاحقًا.
- بتول تشوبان اوغلو بدور داريا زوجة والد مراد وأم دوروك.
- توغتشه كاراباجاك بدور ديدام خطيبة مراد الأولى (مرام).
- إسماعيل ايجي شاشماز بدور إبراهيم.